# Dwergwalvis
De dwergwalvis (Caperea marginata) is de kleinste baleinwalvis. De soort komt uitsluitend voor op het zuidelijk halfrond ten zuiden van de Steenbokskeerkring. De dwergwalvis is de enige levende soort uit het geslacht Caperea en de familie Cetotheriidae, hoewel hij soms tot de familie echte walvissen (Balaenidae) wordt gerekend. Soms wordt ook de geslachtsnaam Neobalaena gebruikt.

## Anatomie
Omdat de dwergwalvis zich zelden in de buurt van door mensen bewoonde gebieden bevindt, is er nog weinig bekend over het dier. Zo zijn het geboortegewicht en de grootte onbekend. De geschatte lengte van een volwassen exemplaar is tussen de 4 en 6,5 m; het geschatte gewicht is 3000 tot 3500 kg.
De dwergwalvis is donkergrijs op de rug en lichtgrijs op de buik. Het heeft een aantal lichte vlekken achter de ogen. De baleinplaten zijn roomkleurig. De rugvin is halvemaanvormig en bevindt zich op ongeveer driekwart van de rug.
Analyse van de maaginhoud van een dode dwergwalvis heeft aangetoond dat de dwergwalvis zich met roeipootkreeftjes en krill voedt. De walvis leeft over het algemeen solitair, maar ook zijn er groepen soortgenoten waargenomen.

## Populatie en leefgebied
Sinds 1998 zijn er op open zee circa 20 dwergwalvissen geregistreerd. Een mogelijke oorzaak voor dit geringe aantal is dat de walvis voornamelijk voorkomt in beschutte ondiepe baaien, die moeilijk voor oceaanschepen bereikbaar zijn. De totale populatie is onbekend. De dwergwalvis is niet het slachtoffer geworden van de walvisvaart, alhoewel er abusievelijk waarschijnlijk wel enkele exemplaren zijn gevangen. Ook zijn er enkele dwergwalvissen in visnetten verstrikt geraakt, maar het is niet aannemelijk dat de soort zo zeldzaam is door toedoen van de mens.
De dwergwalvis komt voor tussen 30° en 50° zuiderbreedte in gebieden met oppervlaktewatertemperatuur tussen de 5 en 20 graden Celsius. Aan de kusten van Namibië, Zuid-Afrika, Australië en Nieuw-Zeeland zijn in het verleden dwergwalvissen aangespoeld.